# Mona Ainu’u

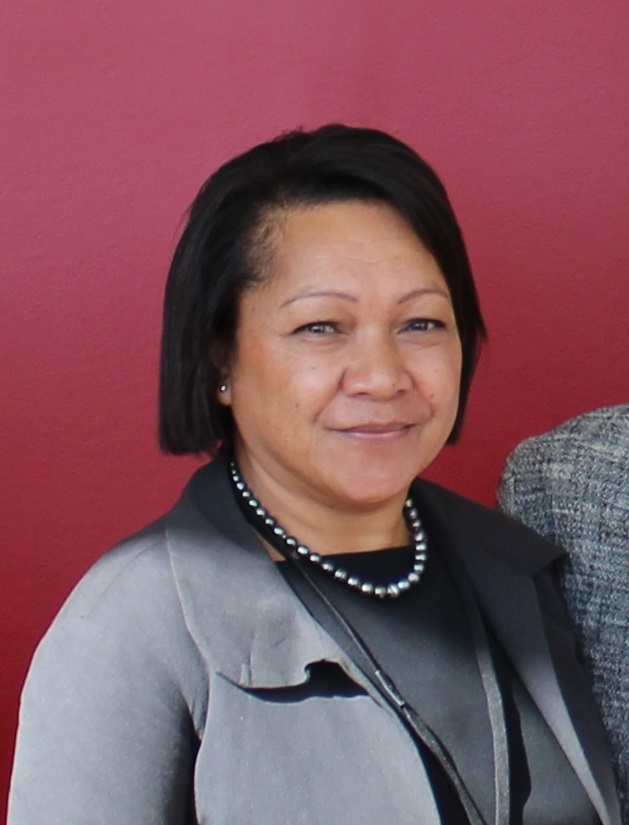
Mona Ainu’u (2017)

Mona Ainu’u (auch Esa Mona Ainu’u, Esa Mona Sharon Ainuu) ist eine niueanische Politikerin. Seit 2017 ist sie Mitglied des Parlaments von Niue, des Niue Fono Ekepule, sowie seit 2020 Ministerin für natürliche Ressourcen im Kabinett von Niue.

## Werdegang
Vor ihrer Parlamentslaufbahn war Ainu’u unter anderem Korrespondentin für Radio New Zealand und Beauftragte für Öffentlichkeitsarbeit und Medien für Niue. 2017 wurde sie erstmals für Tuapa in das niueanische Parlament gewählt. Im selben Jahr nahm sie auch an einem Mentorprogramm der Commonwealth Women Parliamentarians Pacific Region teil und traf dabei auf die damalige neuseeländische Premierministerin Jacinda Ardern, die sie als Inspirationsquelle wahrnahm. 2019 brachte sie in ihrer Funktion als Member Assisting Minister for Natural Resources ein Gesetzesvorhaben auf den Weg, mit dem Meeresschutzgebiete einfacher eingerichtet werden können.
Seit 2020 ist sie Ministerin für natürliche Ressourcen im Kabinett von Dalton Tagelagi. In dieser Amtszeit war sie die einzige Frau im Kabinett. Bei ihrer Wiederernennung als Minister 2023 gehörte sie Niues erstem paritätisch besetzten Kabinett an. Zum Zuständigkeitsbereich ihres Ministeriums gehören Agrarwirtschaft, Fischerei, Forst, die meteorologischen Dienste sowie Umweltangelegenheiten.
Zur Aufnahme diplomatischer Beziehungen zwischen der Schweiz und Niue unterzeichneten Mona Ainu’u als Sonderbeauftragte des Premierministers und Ignazio Cassis als Vorsteher des Eidgenössischen Departements für auswärtige Angelegenheiten am 8. August 2023 in Wellington die entsprechenden Formalien. In ähnlicher Weise war Ainu’u an der Unterzeichnung der Verträge bei der Aufnahme diplomatischer Beziehungen mit Kanada im September 2023 beteiligt, hierbei mit der kanadischen Hochkommissarin für Neuseeland, Joanne Lemay.